# Wilhelm Heinz
Wilhelm Heinz (1904 – ?) byl československý hráč ledního hokeje německého původu. Silný střelec Heinz hrál pravé křídlo. Byl členem československého národního týmu na mistrovství Evropy 1929, kde tým získal zlatou medaili, a mistrovství světa 1931.

## Klubové statistiky
| Sezona     | Klub               | Soutěž     | Základní část | Základní část | Základní část | Základní část | Základní část | Play off | Play off | Play off | Play off | Play off |
| Sezona     | Klub               | Soutěž     | Z             | G             | A             | B             | TM            | Z        | G        | A        | B        | TM       |
| ---------- | ------------------ | ---------- | ------------- | ------------- | ------------- | ------------- | ------------- | -------- | -------- | -------- | -------- | -------- |
| 1928-29    | Troppauer EV Opava | —          | —             | —             | —             | —             | —             | —        | —        | —        | —        | —        |
| 1929-30    | Troppauer EV Opava | —          | —             | —             | —             | —             | —             | —        | —        | —        | —        | —        |
| 1930-31    | Troppauer EV Opava | —          | —             | —             | —             | —             | —             | —        | —        | —        | —        | —        |
| 1931-32    | Troppauer EV Opava | —          | —             | —             | —             | —             | —             | —        | —        | —        | —        | —        |
| 1932-33    | Troppauer EV Opava | —          | —             | —             | —             | —             | —             | —        | —        | —        | —        | —        |
| 1933-34    | Troppauer EV Opava | —          | —             | —             | —             | —             | —             | —        | —        | —        | —        | —        |
| 1934-35    | Troppauer EV Opava | —          | —             | —             | —             | —             | —             | —        | —        | —        | —        | —        |
| 1935-36    | Troppauer EV Opava | —          | —             | —             | —             | —             | —             | —        | —        | —        | —        | —        |
| 1936-37    | Troppauer EV Opava | TCH        | —             | —             | —             | —             | —             | —        | —        | —        | —        | —        |
| 1937-38    | DFK Komotau        | TCH        | —             | —             | —             | —             | —             | —        | —        | —        | —        | —        |
| TCH celkem | TCH celkem         | TCH celkem | —             | —             | —             | —             | —             | —        | —        | —        | —        | —        |

### Reprezentační statistiky
| 1929 | Československo | ME | 1 | 0 | 0 | 0 | — |
| 1930 | Československo | MS | 0 | 0 | 0 | 0 | — |
| 1931 | Československo | MS | 5 | 0 | 0 | 0 | — |